# ジュリー・ワーナー
ジュリー・ワーナー（Julie Warner,  1965年1月9日 - ）は、アメリカ合衆国の女優である。

## 来歴
1965年、ニューヨーク市マンハッタンに生まれる。母親は芸能エージェントで、父親は作曲家でピアニスト、祖父のジャック・シルクレットもハリウッドを拠点とした作曲家として活動し、祖父の兄弟はピアニストとして有名なナサニエル・シルクレットという芸能に深くつながりのある家族だった。10代の頃から女優としてのキャリアをスタートさせ、1981年にソープオペラ『ガイディング・ライト』でテレビデビューを果たす。その後、ブラウン大学へ進学して卒業すると、活動の場をロサンゼルスへ移してウェイトレスとして働きながらオーディションに励んだ。
1990年代から『新スタートレック』などのテレビドラマなどや、キーファー・サザーランドら出演の『フラットライナーズ』などへ出演。1991年にはマイケル・J・フォックス主演の『ドク・ハリウッド』でメインキャストとして出演し、その後は順調にキャリアを積んでいく。ビリー・クリスタル主演の『ミスター・サタデー・ナイト』でもクリスタル演じる主人公の恋人を演じて注目を集めた。

### 私生活
1995年に俳優、脚本家のジョナサン・プリンスと結婚し、1児をもうけたが、後に離婚している。

## 出演作品

### 映画
- フラットライナーズ Flatliners (1990)
- ドク・ハリウッド Doc Hollywood (1991)
- ミスター・サタデー・ナイト Mr. Saturday Night (1992)
- インディアン・サマー Indian Summer (1993)
- ブレイン・スナッチャー/恐怖の洗脳生物 The Puppet Masters (1994)
- クリス・ファーレイはトミーボーイ Tommy Boy (1995)
- ウェディング・ブルース Wedding Bell Blues (1996)
- ホワイト・ライズ White Lies (1997)
- Grown-Ups (1998) ※テレビ映画
- Mr. Murder (1998) ※テレビ映画
- Pros & Cons (1999)
- Baseball Wives (2002)
- A Screwball Homicide (2003)
- スティック・イット! Stick It (2006)
- Passion's Web (2007)
- Crossroads: A Story of Forgiveness (2007)
- Forever Strong (2008)
- Our First Christmas (2008)
- Little Women, Big Cars (2012)
- Telling of the Shoes (2014)
- The Beautiful Ones (2014)

### テレビドラマ
- ガイディング・ライト The Guiding Light (1981)
- 21ジャンプストリート 21 Jump Street (1989)
- 新スタートレック Star Trek: The Next Generation (1989, 1990)
- アウトサイダーズ The Outsiders (1990)
- Herman's Head (1993)
- Pride & Joy (1995)
- サンフランシスコの空の下 Party of Five (1999)
- Family Law (1999 - 2001)
- スレット・マトリックス Threat Matrix (2003)
- NIP/TUCK マイアミ整形外科医 Nip/Tuck (2003, 2006)
- Scrubs〜恋のお騒がせ病棟 Scrubs (2004)
- Hidden Howie: The Private Life of a Public Nuisance (2005)
- Just Legal (2005)
- Dr.HOUSE House M.D. (2006)
- アントラージュ★オレたちのハリウッド Entourage (2006)
- True Jackson, VP (2009)
- クラッシュ Crash (2009)
- リープ・イヤー うるう年のプロポーズ Leap Year (2011, 2012)
- デクスター 警察官は殺人鬼 Dexter (2012)
- グレイズ・アナトミー 恋の解剖学 Grey's Anatomy (2013)
- Maron (2013)